# Fenua Tapu
Fenua Tapu, também chamado de Fenua Tapi é um ilhéu do atol de Nui, do país de Tuvalu.